# Seaway (groupe)
Pour les articles homonymes, voir Seaway.
Seaway est un groupe canadien de rock, originaire d'Oakville, en Ontario. Il est signé avec les labels Pure Noise Records et Dine Alone Records. Le groupe a sorti trois EP et quatre albums studio.

## Histoire

### Débuts (2011–2013)
Seaway est formé en 2011 à Oakville, en Ontario, avec Ryan Locke au chant principal, Patrick Carleton à la guitare rythmique et au chant, Andrew Eichinger à la guitare solo, Adam Shoji à la basse et Ken Taylor à la batterie. Tous les membres sont amis depuis le lycée Seaway était à l'origine un projet parallèle du groupe hardcore The Fellowship, dans lequel jouait Locke à la batterie, Eichinger à la guitare et Taylor au chant.
Le 14 novembre 2011, ils sortent un premier EP éponyme auto-produit. L'année suivante, ils sortent un deuxième EP avec le groupe Safe to Say et le label Mutant League. Le 2 avril 2013, ils sortent un troisième EP, nommé Clean Yourself Up, à nouveau auto-produit.
Le groupe sort son premier album studio Hoser en 2013 via le label Mutant League Records . Ils commencent à faire des concerts, notamment avec Major League]en février et mars 2014. Durant l'été 2014, Seaway participe à une tournée, partageant l'affiche avec Stickup Kid et Driver Friendly en première partie.

### Période Pure Noise Records (2014–2017)
En juillet 2014, Seaway signe avec Pure Noise Records. En septembre, le groupe joue au Riot Fest. En octobre, ils tournent avec Bayside pour leur tournée américaine en tête d'affiche. Le 4 novembre, Seaway sort son premier EP, All In My Head, avec les singles Your Best Friend et Alberta. En novembre, ils jouent avec Four Year Strong, lors de leur tournée américaine en tête d'affiche. Seaway joue également en première partie Neck Deep au Royaume-Uni de janvier à février. En mars, le groupe accompagne encore Bayside lors de leur tournée pour leur 15e anniversaire aux États-Unis. Le groupe rejoint As It Is et This Wild Life pour jouer au Royaume-Uni en mai. Ils jouent aussi au Slam Dunk Festival et au Warped Tour. Le 19 août, Seaway sort un clip pour le premier single, Freak, de leur deuxième album, Color Blind, dans lequel on peut voir des images des années de lycée du groupe.
Le 23 septembre 2015, un deuxième single, intitulé Airhead sort. Colour Blind, leur premier album avec Pure Noise Records, est publié le 23 octobre 2015. Trois jours plus tard, un clip pour le single Best Mistake sort. Pour la sortie de l'album, le groupe tourne aux États-Unis en octobre et novembre, avec Knuckle Puck, Head North et Sorority Noise.
En mars et avril 2016, Seaway rejoint Knuckle Puck pour une tournée en Europe. Le 5 avril, le groupe sort un clip pour le titre . Seaway réalise sa première tournée en tête d'affiche canadienne en juillet 2016, avec les groupes Rarity et Coldfront. À l'automne 2016, le groupe part en tournée avec The Wonder Years, Real Friends, Knuckle Puck et Moose Blood. En octobre 2016, Seaway annonce son intention de faire une tournée en tête d'affiche au Royaume-Uni en début d'année 2017. En mars et avril 2017, le groupe joue en première partie de Simple Plan pour leur tournée anniversaire de l'album No Pads, No Helmets... Just Balls au Canada et aux États-Unis. Avant cette tournée, le groupe avait annoncé un retour en studio pour la pré-production de leur prochain album. Ils annoncent le 21 mai que ce troisième album est achevé.
Le 14 juillet 2017, ils sortent une reprise du titre Closer sur la compilation Punk Goes Pop 7 du label Fearless Records.

### Période Dine Alone (depuis 2017)
Le 13 juillet 2017, le groupe annonce avoir signé avec Dine Alone Records pour gérer la distribution canadienne de leur prochain album Vacation. Ils sortent, le même jour, le premier single, Apartment. Le deuxième single, Something Wonderful, sort en août, alors que le groupe est en tournée avec With Confidence en Australie.
Vacation sort le 14 septembre 2017 et contient un featuring avec Caleb Shomo du groupe Beartooth. De septembre à octobre 2017, Seaway rejoint Four Year Strong pour une tournée à travers les États-Unis. En novembre 2017, le groupe joue au Canada avec leurs compatriotes natifs d'Oakville, Silverstein. Ils réalisent également une tournée japonaise en tête d'affiche en décembre 2017. Le 8 janvier, le groupe sort un clip pour le single London dont la vidéo a été tournée à Londres et à Mont Tremblant.
En mai 2018, ils jouent en première partie de Sum 41 pour la tournée anniversaire de leur album Does This Look Infected?.
Le 12 aout 2020, ils sortent le titre Big Vibe, annonçant l'album du même nom pour le 16 octobre. Cet album se fera sans le deuxième chanteur du groupe, Patrick Carleton.

## Membres

### Membres actuels
- Ryan Locke - chant principal (depuis 2011)
- Andrew Eichinger - guitare solo, chœurs (depuis 2011)
- Adam Shoji - basse (depuis 2011)
- Ken Taylor - batterie, percussions (depuis 2011)

### Anciens membres
- Patrick Carleton - guitare rythmique, chant (2011–2019)

## Discographie

### Albums studio
| Titre        | Détails                                                                                        |
| ------------ | ---------------------------------------------------------------------------------------------- |
| Hoser        | - Sortie : 15 octobre 2013 - Label : Ligue Mutant - Format : CD, CS, téléchargement, LP        |
| Colour Blind | - Sortie : 23 octobre 2015 - Label : Pure Noise (PNE176) - Format : CD, CS, téléchargement, LP |
| Vacation     | - Sortie : 15 septembre 2017 - Label : Pure Noise - Format : CD, téléchargement, LP            |
| Big Vibe     | - Sortie : 16 octobre 2020 - Label : Pure Noise (PNE290) - Format: CD, téléchargement, LP      |

### Compilation
| Titre         | Détails                                                                       |
| ------------- | ----------------------------------------------------------------------------- |
| Fresh Produce | - Sortie: 19 avril 2019 - Label : Pure Noise - Format: CD, téléchargement, LP |

### EP
| Titre                | Détails                                                                                      |
| -------------------- | -------------------------------------------------------------------------------------------- |
| Seaway               | - Sortie : 14 novembre 2011 - Label : Auto-édité - Format : Téléchargement                   |
| Seaway / Safe to Say | - Sortie : 23 octobre 2012 - Label : Mutant League - Format : Téléchargement, vinyle 7 "     |
| Clean Yourself Up    | - Sortie : 2 avril 2013 - Label : Auto-édité - Format : CS, téléchargement                   |
| All in My Head       | - Sortie : 4 novembre 2014 - Label : Pure Noise - Format : CD, CS, téléchargement, vinyle 7" |